# Martin Hysenbegasi
Martin Hysenbegasi (* 22. Mai 1992) ist ein albanischer Tennisspieler.

## Werdegang
Im Mai 2010 war er Mitglied der neu formierten albanischen Davis-Cup-Mannschaft. Seine Matchbilanz verzeichnet zwei Niederlagen und keinen Sieg. Nach 2010 wurde er nicht mehr nominiert. 